# Norwegischer Fußballpokal der Männer 1908
Der norwegische Fußballpokal 1908 (kurz auch NM-Cup 1908 genannt) war die siebte Austragung des Fußballpokalwettbewerbs der Männer. Pokalsieger wurde SFK Lyn Oslo.

## 1. Runde
| Datum      |                | Ergebnis |               |
| ---------- | -------------- | -------- | ------------- |
| 05.09.1908 | SFK Lyn Oslo   | 6:0      | FK Gjøvik Lyn |
|            | Odds BK        | Freilos  |               |
|            | Kvik Halden FK | Freilos  |               |
|            | FK Ørn         | Freilos  |               |

## Halbfinale
| Datum      |              | Ergebnis |         |
| ---------- | ------------ | -------- | ------- |
| 12.09.1908 | SFK Lyn Oslo | 2:0      | FK Ørn  |
|            | Odds BK      | 5:0      | Kvik FK |

## Finale
| SFK Lyn Oslo                                             | SFK Lyn Oslo | Odds BK | Odds BK |
| -------------------------------------------------------- | --- | --- | ------- |
| SFK Lyn Oslo                                             | \| Finale \| \| 13. September 1908 in Kristiania (Gamle-Frogner-Stadion) \| \| Ergebnis: 3:2 (?:?) \| \| Schiedsrichter: Charles Stanley Davis \| \| Spielbericht \|                                | \| Finale \| \| 13. September 1908 in Kristiania (Gamle-Frogner-Stadion) \| \| Ergebnis: 3:2 (?:?) \| \| Schiedsrichter: Charles Stanley Davis \| \| Spielbericht \|                      | Odds BK |
| SFK Lyn Oslo                                             | August Heiberg Kahrs – Olav Thygesen, Hjalmar Syversen – Erling Lorck, Henrik Nordby, Henning Wiese – Knut Heyerdahl-Larsen, Victor Nysted, Nikolai Ramm Østgaard, Erling Maartmann, Rolf Maartmann | Jacob Abrahamsen – Peder Henriksen, Marius Lund – Bernhart Halvorsen, Frithjof Nilsen, Øyvind Stensrud – Otto Olsen, Bjarne Gulbrandsen, Johan Nilsen, Berthold Pettersen, Daniel Gasmann | Odds BK |
| Finale                                                   | | |         |
| 13. September 1908 in Kristiania (Gamle-Frogner-Stadion) | | |         |
| Ergebnis: 3:2 (?:?)                                      | | |         |
| Schiedsrichter: Charles Stanley Davis                    | | |         |
| Spielbericht                                             | | |         |